# Poproč (Košice)
Poproč é um município da Eslováquia, situado no distrito de Košice-okolie, na região de Košice. Tem 26,41 km² de área e sua população em 2018 foi estimada em 2.733 habitantes.

## Demografia
| Ano:        | 1994 | 2004   | 2014   | 2024   |
| ----------- | ---- | ------ | ------ | ------ |
| Broj ljudi: | 2831 | 2811   | 2774   | 2647   |
| Razlika:    |      | -0,70% | -1,31% | -4,57% |

| Ano:               | 2023 | 2024   |
| ------------------ | ---- | ------ |
| Número de pessoas: | 2651 | 2647   |
| Diferença:         |      | -0,15% |